# GoFundMe
GoFundMe — американская коммерческая краудфандинговая платформа. С 2010 по начало 2020 года на платформе было собрано более 9 миллиардов долларов США при более чем 120 миллионов пожертвовавших.
Компания базируется в Редвуд-Сити, штат Калифорния, с офисами в Сан-Диего и Дублине, а также с операциями во Франции, Испании, Германии, Италии и Великобритании.

## История
Компания была основана в мае 2010 года Брэдом Дамфуссом и Эндрю Баллестером. В 2008 году Дампфусс и Баллестер создали веб-сайт под названием «CreateAFund», который позже переименовали в GoFundMe. GoFundMe был основан в Сан-Диего, Калифорния.
В марте 2017 года GoFundMe стала крупнейшей краудфандинговой платформой, которая привлекла более 3 миллиардов долларов с момента своего дебюта в 2010 году. Компания получала более 140 миллионов долларов пожертвований в месяц. Выручка за 2016 год составила 100 миллионов долларов. В июне 2015 года было объявлено, что Дамфусс и Баллестер договорились о продаже контрольного пакета акций GoFundMe компаниям Accel Partners и Technology Crossover Ventures. Стоимость GoFundMe составила примерно 600 миллионов долларов. В январе 2017 года GoFundMe приобрела компанию CrowdRise. Генеральный директор GoFundMe — Тим Кадоган. Баллестер остаётся в совете директоров и владеет нераскрытой долей в компании.

## Бизнес-модель
Участники могут описать причину сбора средств и сумму, которую они надеются собрать, а также загрузить фотографии или видео. После создания заявки GoFundMe позволяет пользователям делиться своим проектом с людьми через встроенные ссылки в социальных сетях (Facebook, Twitter и т. д.) и по электронной почте. Затем люди могут сделать пожертвование в пользу участника через веб-сайт с помощью дебетовой или кредитной карты и отслеживать финансирование. Те, кто делает пожертвования, также могут оставлять комментарии на сайте. Если пользователь не получает пожертвований, то плата не взимается. Платежные системы взимают 2,9 % и 0,30 доллара США с каждой транзакции GoFundMe.
Бизнес-модель GoFundMe настроена на то, чтобы разрешить пожертвования на личные цели и жизненные события, такие как медицинские счета. GoFundMe также имеет специальный раздел, предназначенный исключительно для пользователей, которые собирают деньги на обучение. Проект по обучению помог пользователю собрать 25 000 долларов на учёбу за пределами штата по программе докторантуры, а в 2014 году - пользователи собрали более 100 000 долларов для бездомного выпускника старшей школы, чтобы он мог поступить в колледж и помочь своей семье.
GoFundMe поощряет отдельных пользователей продвигать сбор средств в социальных сетях на протяжении всей кампании. Согласно отчёту GoFundMe за 2018 год, основанному на данных прошлых кампаний, донор (так называют тех, кто жертвует на этом сайте), поделившийся кампанией в социальных сетях, приносит в среднем 15 долларов пожертвований, в то время как любая доля кампании в социальных сетях, независимо от того, пожертвовал ли пользователь на кампанию, приводит к в среднем $13 пожертвований.
В 2015 году GoFundMe объявил, что сайт больше не поддерживает фонды юридической защиты. Это произошло после остановки финансирования Sweet Cakes by Melissa, пекарни, которая была оштрафована за отказ испечь торт для однополой свадьбы. На январь-ноябрь 2017 года Условия GoFundMe позволяют проводить кампании для определённых видов правовой защиты.
В ноябре 2017 года GoFundMe объявил, что больше не будет взимать комиссию в размере 5 % за пожертвование для отдельных кампаний в США, Канаде и Великобритании. Плата за обработку онлайн-платежей кредитной картой по-прежнему будет применяться к пожертвованиям.
В июне 2019 года GoFundMe прекратил сбор средств в размере 3 миллионов долларов для австралийского игрока в регби Исраэля Фолау для финансирования судебного дела по обжалованию его многомиллионного увольнения. Он процитировал 1 Коринфянам 6: 9-10 в социальных сетях, которые были названы гомофобными. Альтернативный сайт по сбору средств был создан Австралийским христианским лобби, и общественность пожертвовала 2 миллиона долларов за 24 часа.
В январе 2022 года GoFundMe отказалась выделить средства в размере 5 миллионов канадских долларов, собранные для Конвоя Свободы. Представитель компании сказал, что они приостановили кампанию, чтобы дать организаторам время спланировать распределение средств.

## Рабочие условия
GoFundMe получил несколько наград, в том числе «Лучшее рабочее место в районе залива 2017» и «Лучшее среднее рабочее место» в 2016 году. У GoFundMe есть известная программа возврата, в рамках которой сотрудники выбирают кампанию, которая их вдохновляет. Затем GoFundMe жертвует 1000 долларов на эту кампанию. В 2015 году GoFundMe вернул более 500 000 долларов. Сотрудники GoFundMe получают 600 долларов в год на программу оздоровления. Эти деньги можно использовать для абонементов в тренажерный зал, тренажерного зала, спа-салонов и диетических потребностей. GoFundMe соответствует 401 000 вкладов до шести процентов. GoFundMe спроектировал свой офис с открытой планировкой, чтобы создать совместную рабочую среду.

## Известные проекты

### Медицинский сбор средств
GoFundMe называет себя «лидером онлайн-сбора медицинских средств». Каждая третья кампания предназначена для сбора средств на медицинские расходы, при этом ежегодно проводится около 250 000 кампаний на общую сумму 650 миллионов долларов. Частично это связано с неудачами в системе здравоохранения США, в которой GoFundMe используется для преодоления разрыва.
Роб Соломон (генеральный директор) прокомментировал это, сказав, что «Когда мы начинали в 2010 году, это не было специально создано и создано для замены медицинского страхования. Мы никогда не были созданы для того, чтобы быть медицинской компанией, и до сих пор ею не являемся. Но со временем люди стали использовать GoFundMe для решения наиболее важных проблем, с которыми они сталкивались». Он также добавляет, что крупный сбор медицинских средств является результатом серьезных проблем в системе здравоохранения в Соединенных Штатах, говоря: «Система ужасна […] есть люди, которые не получают помощи от нас или от учреждений, которые должно быть там. Мы не должны быть решением сложного набора системных проблем».

### Официальный мемориальный фонд Джорджа Флойда
После убийства Джорджа Флойда его брат Филониз Флойд учредил фонд, «чтобы покрыть расходы на похороны и погребение, психологические и психологические консультации, проживание и проезд для всех судебных разбирательств, а также для помощи нашей семье в предстоящие дни, поскольку мы продолжаем искать справедливости для Джорджа. Часть этих средств также пойдет в поместье Джорджа Флойда на благо и заботу о его детях и их образовательном фонде». Через неделю после трагедии и всего через четыре дня после запуска фонда он уже собрал 7 миллионов долларов, что поставило его в рейтинг одной из самых высокофинансируемых кампаний GoFundMe на сегодняшний день.

### Проект стоимостью 1000 долларов
Проект $1K, созданный предпринимателями и инвесторами Алексом Искольдом и Миндой Брюсс в ответ на новую пандемию коронавируса, использует отдельные страницы GoFundMe для сопоставления конкретных доноров с конкретными семьями, которые пострадали от пандемии. Доноры соглашаются вносить не менее 1000 долларов в месяц в течение трех месяцев, что в сумме составляет 3000 долларов на семью. Благотворители с небольшими суммами могут делать пожертвования, которые объединяются вместе, а затем распределяются между семьями. В августе 2020 года Фонд Эндрю Янга Humanity Forward Foundation обязался выделить пожертвования в размере до 1 000 000 долларов США. По состоянию на середину октября 2020 года полностью профинансировано более 800 семей.

### Помогите Челси Мэннинг оплатить судебные штрафы
Создан Келли Райт, чтобы собрать деньги, чтобы помочь бывшему аналитику разведки и разоблачителю Челси Мэннинг выплатить 256 000 долларов судебных штрафов, наложенных на неё после ее отказа давать показания большому жюри об основателе WikiLeaks Джулиане Ассанже. За два дня было сделано около 7000 пожертвований на сумму от 5 до 10 000 долларов.

### Мы, люди, построили стену!
Создан с целью возведения стены частными лицами для предотвращения незаконного проникновения на американо-мексиканскую границу. Основатель Брайан Колфадж с тех пор на деньги основал некоммерческую организацию We Build The Wall, которая построила участки стены. В настоящее время больше всего денег собрано на GoFundMe.

### Фонд помощи жертвам Стоунмана Дугласа
Этот официальный сбор средств для стрельбы в средней школе Стоунмана Дугласа был организован Образовательным фондом Броварда, чтобы помочь семьям жертв, выжившим и пострадавшим от ужасной трагедии 14 февраля 2018 года в Парклэнде, Флорида. GoFundMe отказался от платы за платформу и пожертвовал 50 000 долларов на кампанию.

### Оплата вперед
Этот сбор средств был создан Кейт МакКлюр, Марком Д’Амико и Джонни Боббиттом-младшим, чтобы обманывать людей. Их вымышленная история заключалась в том, что Боббитт, бездомный ветеран, потратил свои последние 20 долларов, чтобы помочь МакКлюр на шоссе, когда в её машине закончился бензин. Широко освещаемый в США и во всем мире, он превысил свою цель на 4000 %, но когда создатели начали публично ссориться из-за денег, было начато расследование, и все трое были арестованы и обвинены в краже путем обмана.

### Фонд жертв Лас-Вегаса
Этот сбор средств был создан Стивом Сисолаком из Комиссии округа Кларк, чтобы помочь жертвам массовой стрельбы в Лас-Вегас-Стрип в Парадайзе, штат Невада.

### Поддержите жертв импульсной стрельбы
Этот сбор средств был создан Equality Florida, чтобы помочь жертвам стрельбы в ночном клубе в Орландо, штат Флорида. В этой кампании приняли участие более 90 000 человек. Штаб-квартира GoFundMe пожертвовала 100 000 долларов и отказалась от каждой комиссии за транзакцию для этой кампании.

### Фонд защиты ММС
Формально это фонд правовой защиты Луи Дэниела Смита, которому предъявили уголовные обвинения в связи с продажей MMS (чудо-минеральная добавка). 27 мая 2015 года Смит был признан виновным в мошенничестве и других преступлениях. 31 мая 2015 года mmsdefensefund был удален с GoFundMe (доступна архивная копия).

### Баксы для Баумана
Этот проект был создан для Джеффа Баумана после того, как он потерял обе ноги во время теракта на Бостонском марафоне.

### Фонд восстановления Селесты и Сиднея
Селеста и Сидней Коркоран оба стали жертвами теракта на Бостонском марафоне. Сидни получила тяжелые травмы в результате попадания осколка, а Селеста лишилась обеих ног ниже колен. Эта страница кампании была создана для их продолжающейся реабилитации.

### Конвой свободы Канада 2022
В январе 2022 года премьер-министр Джастин Трюдо объявил, что водители грузовиков, въезжающие в Канаду, должны быть полностью вакцинированы. В ответ некоторые дальнобойщики организовали конвой в Оттаву под названием Freedom Convoy 2022. Затем был создан проект GoFundMe с целью сбора денег на топливо и еду для конвоя. 4 февраля 2022 года GoFundMe объявил, что сбор средств был удалён с платформы за нарушение условий обслуживания, в частности «насилие и другие незаконные действия». Первоначально компания заявила, что пожертвования в размере 9 миллионов долларов от сбора средств будут перераспределены между «заслуживающими доверия и признанными благотворительными организациями» и будут возвращены только по заявлению с учетом двухнедельного срока. После критики компания впоследствии заявила в Твиттере, что все пожертвования будут возвращены в течение 10 рабочих дней.